# Carl von Essen
Carl Thure Henrik von Essen (Jönköping, 18 ottobre 1940 – Björnlunda, 11 novembre 2021) è stato uno schermidore svedese, vincitore di una medaglia d'oro nella scherma ai giochi olimpici.